# Ильинка (Александровский сельсовет)
Ильинка — село в Нижнеингашском районе Красноярского края. Входит в состав Александровского сельсовета.

## География
Деревня находится в восточной части края, в пределах таёжной лесорастительной зоны, на левом берегу реки Поймы, на расстоянии приблизительно 41 километра (по прямой) к северо-востоку от Нижнего Ингаша, административного центра района. Абсолютная высота — 221 метр над уровнем моря.
Климат
Климат характеризуется как резко континентальный, с продолжительной морозной малоснежной зимой и коротким жарким летом. Зима продолжается в течение 6-7 месяцев. Абсолютный минимум температуры воздуха составляет −51 °C (по данным метеостанции г. Канска). Продолжительность периода с температурой более 10˚С составляет 100—110 дней. Среднегодовое количество атмосферных осадков составляет 484 мм.

## История
Основана в 1841 году. По данным 1926 года, в деревне Ильинской имелось 122 хозяйства и проживало 656 человек (329 мужчины и 327 женщин). В национальном составе населения того периода преобладали белорусы. В административном отношении являлась центром Ильинского сельсовета Нижне-Ингашского района Канского округа Сибирского края. Первоначальное название деревни было Банково. В 1940-е и 1950-е годы деревня была местом ссылки советских немцев, прибалтийских народов и калмыков. В 2000-е годы в деревне оставалось 15 дворов, ещё действовали клуб, амбулатория в новом здании, был построен новый магазин. По мере сокращения населения закрыли школу, потом магазин. Осталось одно фермерское хозяйство.
В 2025 году деревня преобразована в село.

## Население
| 2010 |
| ---- |
| 3    |

Половой состав
По данным Всероссийской переписи населения 2010 года в гендерной структуре населения мужчины составляли 66,7 %, женщины — соответственно 33,3 %.
Национальный состав
Согласно результатам переписи 2002 года, в национальной структуре населения русские составляли 91 % из 35 чел.